# Parapseudes goodei
Parapseudes goodei is een naaldkreeftjessoort uit de familie van de Parapseudidae. De wetenschappelijke naam van de soort is voor het eerst geldig gepubliceerd in 1902 door Richardson.